# Rhinau
 Rhinau (en alsacià Rhinài) és un municipi francès, situat a la regió del Gran Est, al departament del Baix Rin. L'any 1999 tenia 2.348 habitants.
Forma part del cantó d'Erstein, del districte de Sélestat-Erstein i de la Comunitat de comunes del cantó d'Erstein.

## Demografia
| 1962  | 1968  | 1975  | 1982  | 1990  | 1999  |
| ----- | ----- | ----- | ----- | ----- | ----- |
| 1.681 | 1.770 | 2.216 | 2.331 | 2.286 | 2.348 |

## Administració
| Període | Identitat     | Partit    |
| ------- | ------------- | --------- |
| 2001-   | Danièle Meyer | UDF-MoDem |

## Agermanament
- Bèlmont de Perigòrd